# Greta (pris)
Greta (före år 2000 enbart benämnt Svenska Filmkritikerförbundets pris) är Svenska Filmkritikerförbundets pris för årets bästa svenska film.

## Historik
Greta-priset delas ut sedan 1960-talet, och har varit årligt återkommande sedan mitten av 1980-talet. Sedan 1964 delas ut efter omröstning bland Svenska Filmkritikerförbundets medlemmar, och sedan år 2000 består det av en plexiglas-skulptur på vilken en ingjuten bildsekvens ur vinnarfilmen betraktas av Greta Garbo, fångad i profil av Einar Nerman.

## Pristagare
Följande filmer har erhållit priset:
| År   | Film                                  | Regissör                          | Kommentar                                                                |
| ---- | ------------------------------------- | --------------------------------- | ------------------------------------------------------------------------ |
| 1961 | Djävulens öga                         | Ingmar Bergman                    | 1:a plats i Scen & Salongs och Svenska Filmkritikerförbundets omröstning |
| 1964 | Bröllopsbesvär                        | Åke Falck                         |                                                                          |
| 1965 | Mitt hem är Copacabana                | Arne Sucksdorff                   |                                                                          |
| 1967 | Elvira Madigan                        | Bo Widerberg                      |                                                                          |
| 1974 | En handfull kärlek                    | Vilgot Sjöman                     |                                                                          |
| 1975 | Släpp fångarne loss – det är vår!     | Tage Danielsson                   |                                                                          |
| 1976 | Sven Klangs kvintett                  | Stellan Olsson                    |                                                                          |
| 1977 | Bröderna Lejonhjärta                  | Olle Hellbom                      |                                                                          |
| 1978 | Picassos äventyr                      | Tage Danielsson                   |                                                                          |
| 1979 | Ett anständigt liv                    | Stefan Jarl                       |                                                                          |
| 1980 | Barnens ö                             | Kay Pollak                        |                                                                          |
| 1982 | Fanny och Alexander                   | Ingmar Bergman                    |                                                                          |
| 1983 | Fanny och Alexander (långa versionen) | Ingmar Bergman                    |                                                                          |
| 1984 | Åke och hans värld                    | Allan Edwall                      |                                                                          |
| 1985 | Mitt liv som hund                     | Lasse Hallström                   |                                                                          |
| 1986 | Offret                                | Andrej Tarkovskij                 |                                                                          |
| 1987 | Pelle Erövraren                       | Bille August                      |                                                                          |
| 1988 | Sagolandet                            | Jan Troell                        |                                                                          |
| 1989 | Miraklet i Valby                      | Åke Sandgren                      |                                                                          |
| 1990 | God afton, Herr Wallenberg            | Kjell Grede                       |                                                                          |
| 1991 | Il Capitano                           | Jan Troell                        |                                                                          |
| 1992 | Den goda viljan                       | Bille August                      |                                                                          |
| 1992 | Änglagård                             | Colin Nutley                      |                                                                          |
| 1993 | Det sociala arvet                     | Stefan Jarl                       |                                                                          |
| 1994 | En pizza i Jordbro                    | Rainer Hartleb                    |                                                                          |
| 1995 | Lust och fägring stor                 | Bo Widerberg                      |                                                                          |
| 1996 | Juloratoriet                          | Kjell-Åke Andersson               |                                                                          |
| 1997 | Tic Tac                               | Daniel Alfredson                  |                                                                          |
| 1998 | Fucking Åmål                          | Lukas Moodysson                   |                                                                          |
| 1999 | Tsatsiki, morsan och polisen          | Ella Lemhagen                     |                                                                          |
| 2000 | Sånger från andra våningen            | Roy Andersson                     |                                                                          |
| 2001 | Så vit som en snö                     | Jan Troell                        |                                                                          |
| 2002 | Lilja 4-ever                          | Lukas Moodysson                   |                                                                          |
| 2003 | Om jag vänder mig om                  | Björn Runge                       |                                                                          |
| 2004 | Fyra nyanser av brunt                 | Tomas Alfredson                   |                                                                          |
| 2005 | Zozo                                  | Josef Fares                       |                                                                          |
| 2006 | Farväl Falkenberg                     | Jesper Ganslandt                  |                                                                          |
| 2007 | Darling                               | Johan Kling                       |                                                                          |
| 2008 | De ofrivilliga                        | Ruben Östlund                     |                                                                          |
| 2009 | Flickan                               | Fredrik Edfeldt                   |                                                                          |
| 2010 | Sebbe                                 | Babak Najafi                      |                                                                          |
| 2011 | Play                                  | Ruben Östlund                     |                                                                          |
| 2012 | Äta sova dö                           | Gabriela Pichler                  |                                                                          |
| 2013 | Återträffen                           | Anna Odell                        |                                                                          |
| 2014 | Turist                                | Ruben Östlund                     |                                                                          |
| 2015 | Tjuvheder                             | Peter Grönlund                    |                                                                          |
| 2016 | Jätten                                | Johannes Nyholm                   |                                                                          |
| 2017 | The Square                            | Ruben Östlund                     |                                                                          |
| 2018 | Gräns                                 | Ali Abbasi                        |                                                                          |
| 2019 | And Then We Danced                    | Levan Akin                        |                                                                          |
| 2020 | Spring Uje spring                     | Henrik Schyffert                  |                                                                          |
| 2021 | Tigrar                                | Ronnie Sandahl                    |                                                                          |
| 2022 | Boy from Heaven                       | Tarik Saleh                       |                                                                          |
| 2023 | Paradiset brinner                     | Mika Gustafson                    |                                                                          |
| 2024 | Den sista resan                       | Filip Hammar & Fredrik Wikingsson |                                                                          |